# Massacre de Dersim

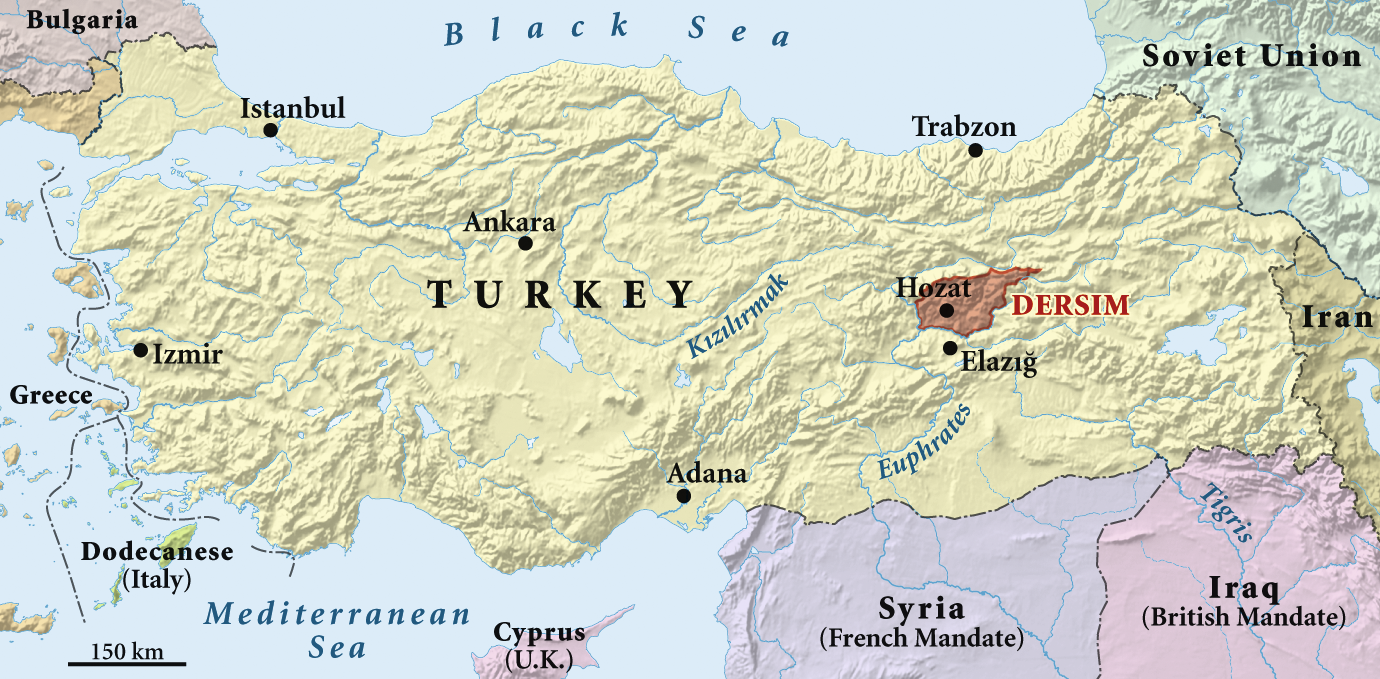
Região de Dersim em 1937

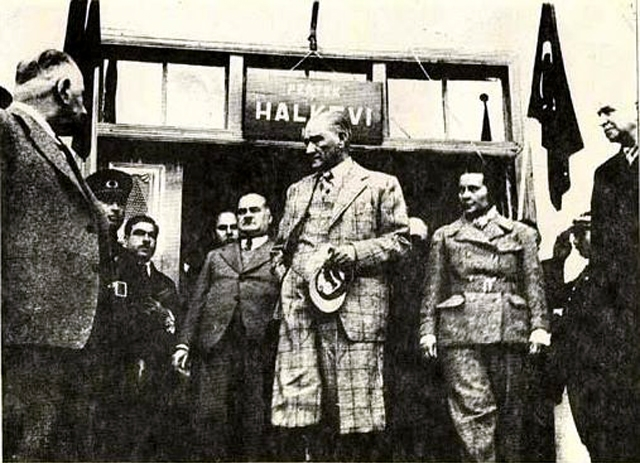
Atatürk e a sua filha adotiva Sabiha Gökçen na Casa do Povo de Perteque em 1937, durante a Rebelião de Dersim

O Massacre de Dersim ocorreu em 1937 e 1938 em Dersim, atualmente província de Tunceli, na Turquia. Foi o resultado de uma campanha militar turca contra a Rebelião de Dersim por grupos locais e minorias étnicas contra a Lei de Reassentamento da Turquia de 1934. Milhares de alevitas e Zazas morreram e muitas pessoas outras foram deslocadas devido ao conflito.
Os assassinatos são classificados por alguns como um etnocídio ou genocídio e defendido por outros como um ato militar legítimo. Em 23 de Novembro de 2011, o primeiro-ministro Recep Tayyip Erdoğan pediu desculpas em nome do Estado turco pelo massacre, descrevendo-o como "um dos acontecimentos mais trágicos da nossa história recente".

## Rebelião em Dersim

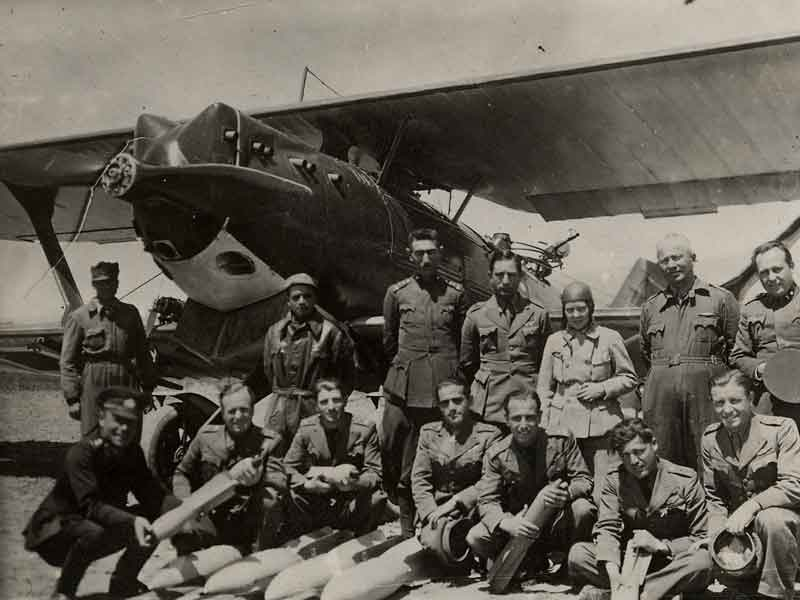
Sabiha Gökçen e os seus camaradas de armas da Força Aérea Turca durante a Rebelião de Dersim

Em 1934, a Turquia aprovou uma Lei de Reassentamento, visando assimilar comunidades de minorias étnicas no país. As medidas incluíram o deslocamento forçado de pessoas dentro do país, com o objetivo de promover a homogeneidade cultural. Em 1935, a Lei de Reassentamento passou a se chamar lei de Tunceli devido a renomeação da província de Dersin, que era habitada Alevitas e Zazas, que passaria a se chamar Tunceli. Esta área tinha uma reputação de ser rebelde, tendo sido o cenário de onze conflitos armados distintos em 40 anos.
Várias manifestações públicas aconteceram em janeiro de 1937, levando a redação de uma carta de protesto contra a lei, sendo enviada ao governador local. De acordo com fontes curdas, os emissários da carta foram presos e executados. Em maio, um grupo de moradores locais atacaram um comboio da polícia em resposta ao assassinatos, sendo este o primeiro foco rebelde localizado.
Cerca de 25 000 soldados foram mobilizados para conter o princípio de rebelião. Esta tarefa foi substancialmente concluída no Verão e os líderes da rebelião, incluindo o líder tribal Sayid Riza, foram enforcados. No entanto, os restos das forças rebeldes continuaram a resistir e o número de tropas na região foi duplicado. Os métodos utilizados pelo exército eram brutais, incluindo o assassinato em massa de civis, a destruição das casas, bombardeamento aéreo e a deportação de pessoas para áreas menos hostis. Os rebeldes continuaram a resistir até que a região foi pacificada em outubro de 1938.

## Números de mortos
As estimativas do governo britânico acerca do número de mortes foi de 40 000, embora os historiadores sugerem que este número possa ser exagerado. Tem sido sugerido que o número total de mortes possa ter variado de 7 594 e 13 000 pessoas. Cerca de 3 000 pessoas foram deportados à força da região de Dersim. Segundo um relatório oficial da época revelado em 2009, o número de civis morto teria sido 13 160 e de deportados 11 818.
A conferência de 2008 organizada pelo Centro de estudos curdos (PEN turco), chegou à conclusão de que o Estado Turco tinha sido o real e único culpado do genocídio, estimado em 50 a 80 mil mortos na sequência da rebelião Dersim.

## Controvérsia acerca do genocídio

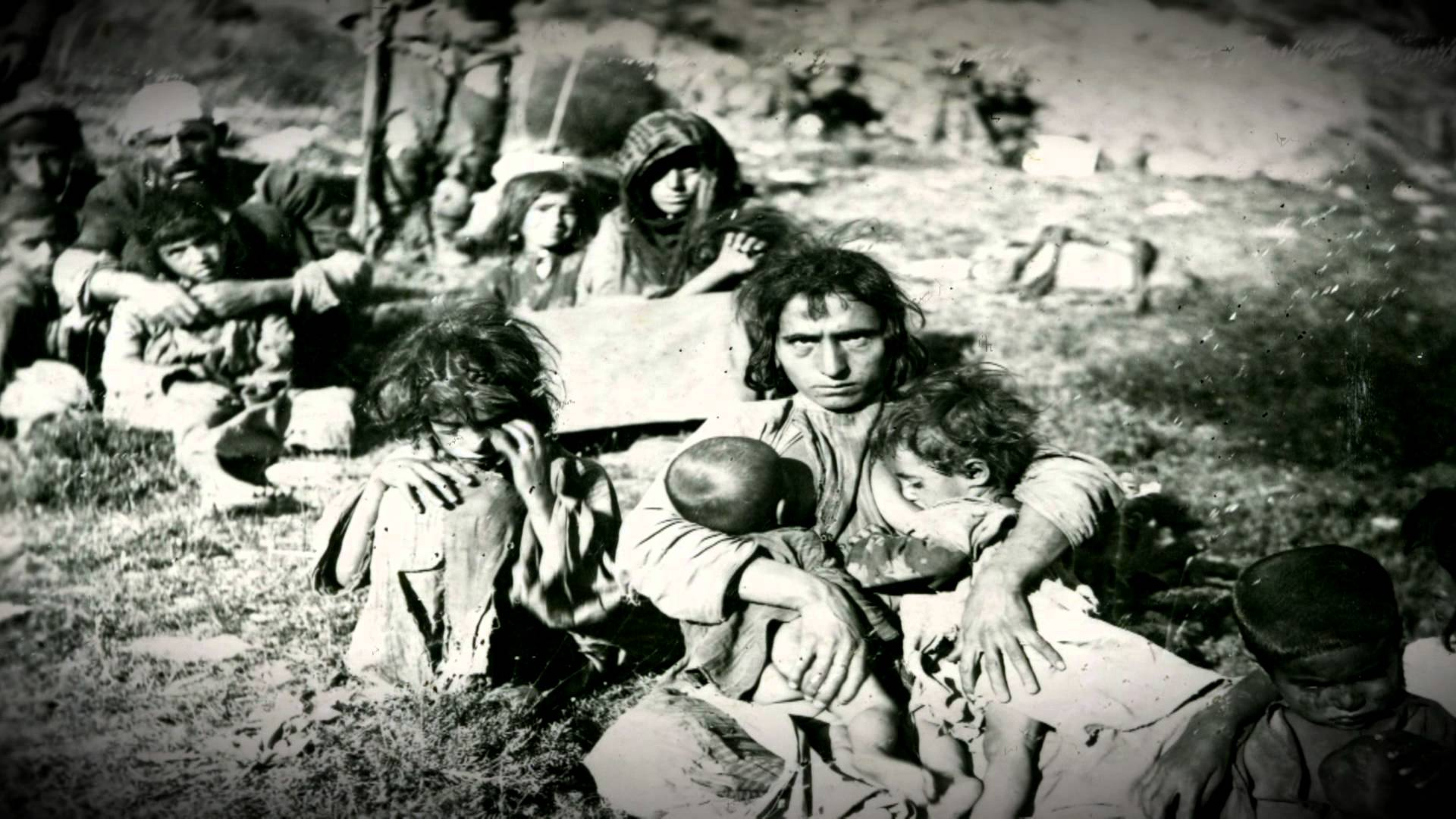
Habitantes locais em 1938

Muitos curdos e alguns turcos étnicos consideram os acontecimentos que tiveram lugar em Dersim como constituindo um genocídio . Um defensor proeminente dessa visão é o acadêmico İsmail Beşikçi. Segundo as leis internacionais, tem-se argumentado que as ações das autoridades turcas não foram genocídio, porque eles não tinham como objetivo o extermínio de um povo, mas sim a um reassentamento e supressão. Muitos estudiosos, tais como Martin van Bruinessen, tem caracterizado as ações do governo Turco como uma "cruzada anti-cultural" contra a identidade e a língua local ao invés de um etnocídio.
Em março de 2011, um tribunal turco decidiu que as ações do governo turco em Dersim não podem ser consideradas como genocídio de acordo com a lei, porque elas não eram dirigidas sistematicamente contra um grupo étnico.

### Pedido de desculpas do governo

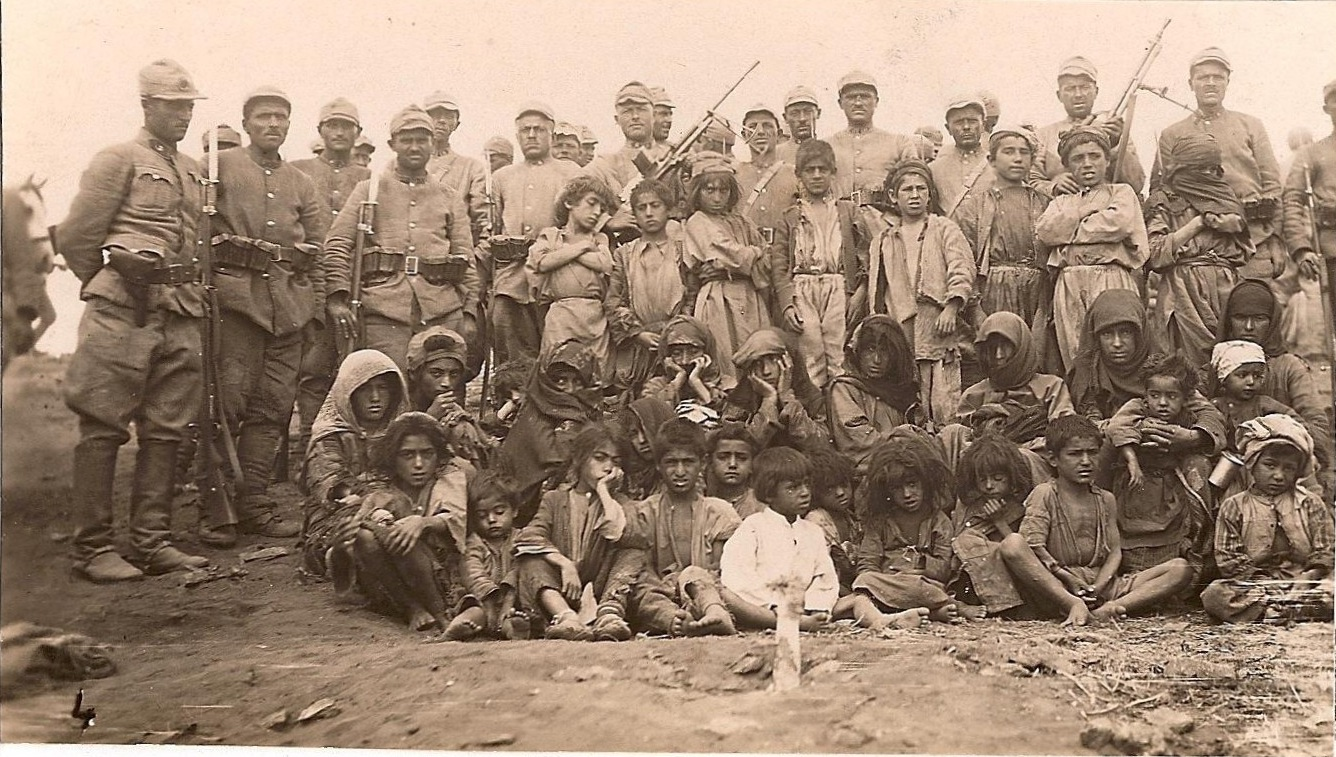
Soldados turcos e locais que seriam deportados

Em 23 de Novembro de 2011, o primeiro-ministro turco Recep Tayyip Erdoğan pediu desculpas em nome do Estado pelo massacre Dersim durante uma reunião televisionada de seu partido em Ancara. Seus comentários foram incisivamente dirigidos ao líder da oposição, Kemal Kılıçdaroğlu. Erdogan lembrou em seu discurso que o partido de Kılıçdaroğlu, o Partido Republicano do Povo (CHP), estava no poder na época do massacre, até então o único partido político na Turquia. Ele descreveu o massacre como "um dos eventos mais trágicos de nossa história recente" dizendo que, enquanto alguns procuravam justificá-la como uma resposta legítima aos acontecimentos, na realidade foi "uma operação que foi planejada passo a passo".
Houve especulação na imprensa turca de que pedido de desculpas de Erdoğan possa ter sido um prelúdio para outros pedidos de desculpas acerca de outros eventos na história da Turquia, e que seus comentários podem ter sido destinados para a defesa contra as acusações de hipocrisia na sua crítica de abusos dos direitos humanos pelo líder síria Bashar al-Assad.